# Georg von Braun

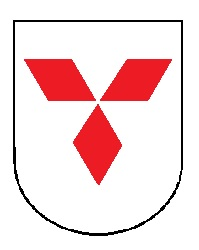
Herb

Georg von Braun (ur. 1525, zm. 6 stycznia 1585 we Wrocławiu) – cesarski radca kameralny, władca sycowskiego wolnego państwa stanowego od 1569-1570/1571.
Objął rządy w Sycowie w wyniku odkupienia wolnego państwa stanowego z rąk wdowy po Janie Bernardzie von Maltzan – Elżbiety, której zapłacił w dwóch częściach po 66 tys. talarów (1570-1571).
W czasie swojego kilkunastoletniego panowania udało mu się poszerzyć majątek o część Trębaczowa i Komorów. Osiągnął błyskotliwą karierę na dworze cesarskim otrzymując liczne nominacje na urzędy publiczne takie jak m.in.: komisarz cesarski na obradach sejmiku śląskiego, prezydent kamery cesarskiej (27 stycznia 1580).  
30 czerwca 1573 otrzymał tytuł czeskiego barona. W 1578 był członkiem komisji, która ustalała przebieg granicy między Wielkopolską a Śląskiem. 
Zmarł 6 stycznia 1585 r. w trakcie przygotowań do wyprawy do Pragi, gdzie miał brać udział w naradzie u cesarza w sprawie nowego obronnego rozporządzenia kraju. W tym samym roku na jego cześć wybito medal. Został pochowany w krypcie zamkowej w Sycowie.